# Chydeniusfjella
Chydeniusfjella est un massif de montagnes de la région de Ny-Friesland au Spitzberg dans l'archipel du Svalbard. 
Il porte le nom du physicien finlandais Jakob Karl Emil Chydenius.

## Géographie

Vue du massif en 1923.

Le massif de montagnes est situé entre le Wijdefjorden et le détroit de Hinlopen et est entouré par les glaciers d'Ermakbreen, de Harlandisen, de Veteranen (en), de Glasgowbreen et de Kvitbreen (en).
Il comprend le Newtontoppen, le plus haut sommet du Svalbard qui s'élève à 1 713 mètres d'altitude,.